# 水星地質

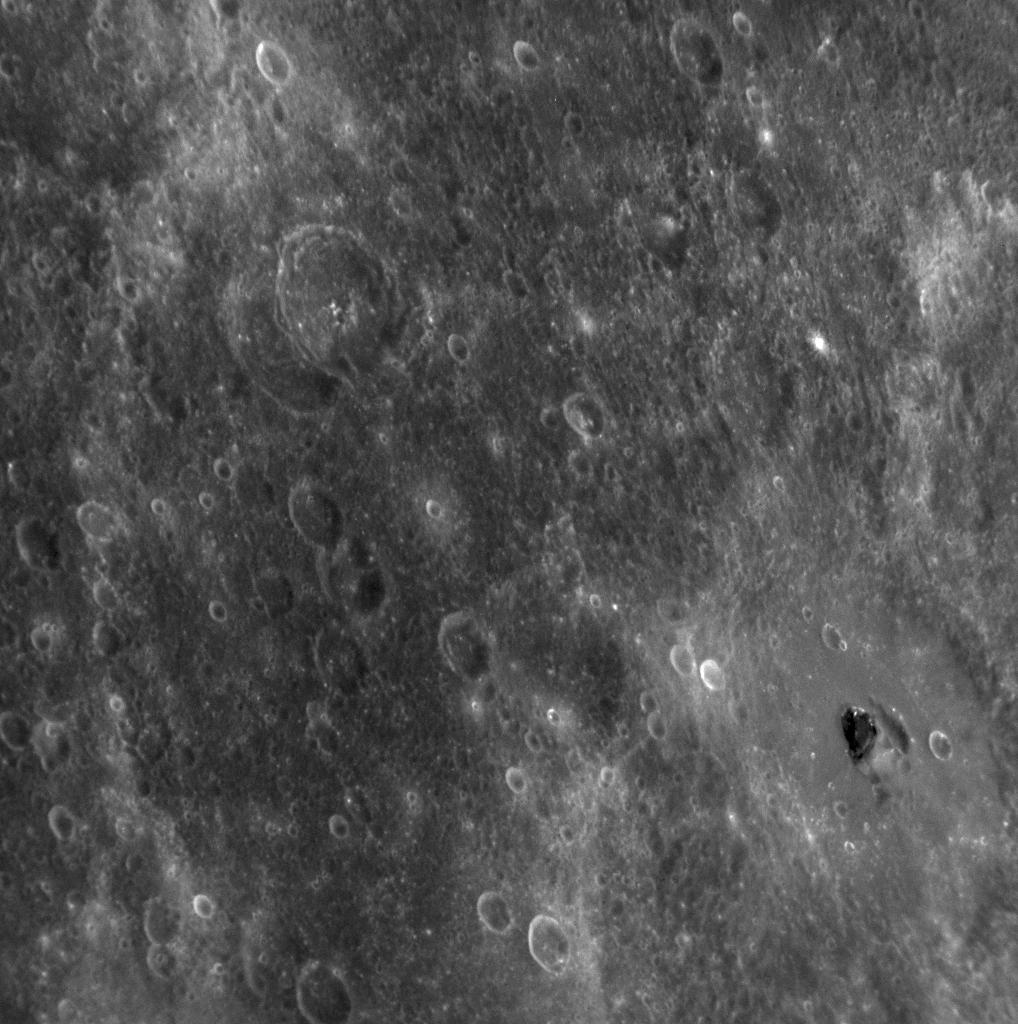
水星上一個無法解釋形成原因的暗區

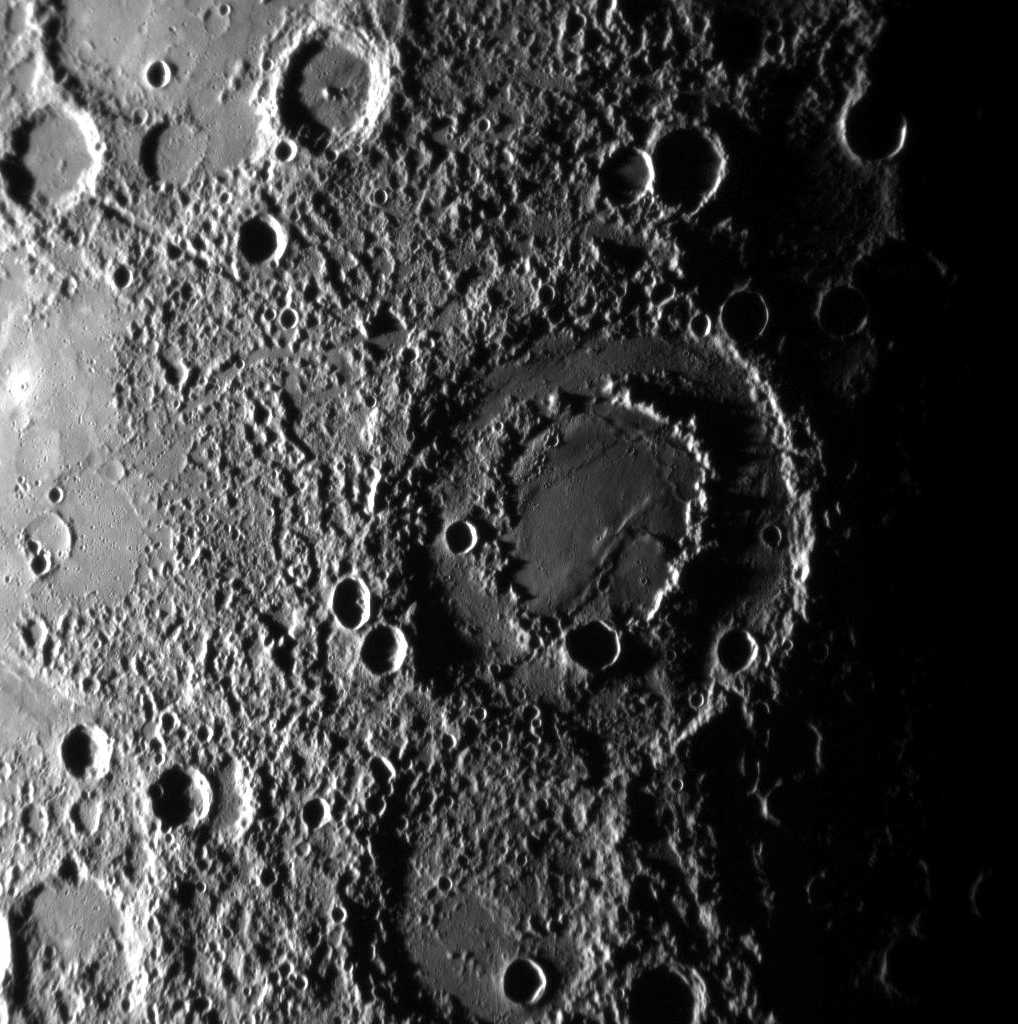
水星上一個雙重環狀構造的撞擊坑

水星地質的主要特徵是撞擊坑和類似月海的熔岩平原。其他主要的特徵有很陡的斜坡和極區撞擊坑底的礦物沉積（可能有冰）。目前一般認為水星表面已經沒有地質活動。至今只有55%的水星表面可利用1974至1975年的水手10號和2008年的信使號繪製出詳細的表面圖。水星的內部被認為有一個占水星體積42%的巨大金屬核心。因為水星有微弱但全球性的磁层，這是水星內部有液態金屬的證據。

## 水星探測的困難

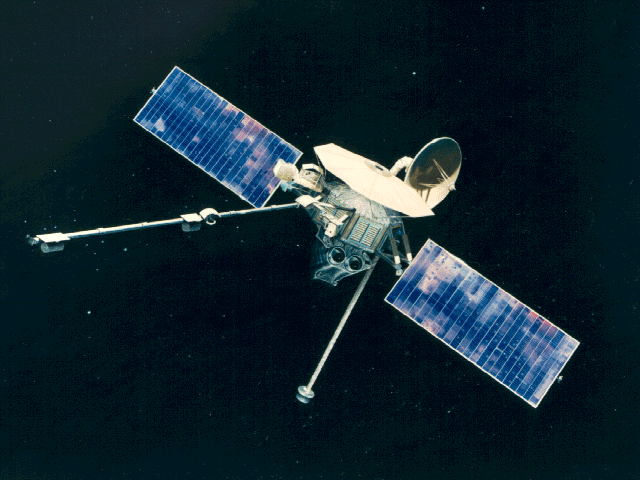
水手十號

在太陽系的類地行星中，人們對水星的地質狀況所知最少。因為水星極為靠近太陽，對於探測器是技術上的挑戰；同時在地球上觀測水星也相當困難。 
事實上，對水星地質的了解長年以來都依賴水手10號在1974年和1975年三次飛掠水星所探測到的資料。
因為水星的軌道遠比地球軌道靠近太陽，從地球發射探測船到水星在技術上是很大的挑戰。從地球發射的水星探測船必須航行9100萬英哩才能到達太陽的重力影響範圍。 地球公轉的軌道速度是30 km/s，探測船必須改變速度（ΔV）以進入郝曼轉移軌道。向太陽移動時勢能會轉換成動能；此外還需要很高的ΔV才能進行飛掠水星以外的動作。為了使探測船成功降落或進入穩定軌道，探測船必須以火箭來減速，因為水星的大氣層太稀薄，氣阻減速並無太大功效。因此前往水星的探測器必須使用大量燃料，甚至多於太陽系脫離速度所需燃料。因此，目前只有水手10號和信使號探測水星。 
此外，大量的太陽輻射和高溫對於探測器也是毀滅性的環境。 
水星探測的第二個困難是水星的自轉週期是58天，使探測器只能探測水星白晝的半球。但很不幸的是，水手10號即使在1974年和1975年接近水星三次，每次飛掠時都只能穿測到相同區域。這是因為水手10號的軌道週期幾乎與三個水星的恆星日相等，因此每次接近時只能觀測相同區域。結果是水手10號測繪的水星表面少於45%。
因為水星離太陽相當近，因此在地球上觀測相當困難，原因如下：
1. 當天空亮度降低到可以使用望遠鏡時，水星總是在接近地平線的位置，這是容易受到大氣層影像的位置。
2. 哈伯太空望遠鏡和其他太空望遠鏡為了避免儀器損毀，一般不觀測太陽附近的天區。

目前科學家們寄望NASA在2004年8月發射的信使號探測器在大約2011年3月進入環繞水星軌道後，探測的資料能讓我們大幅增加對水星的認識。

## 水星地質歷史

1. Crust - 100-200km thick
2. Mantle - 600km thick
3. Nucleus - 1,800km radius

水星的地質歷史從最老到最年輕可以區分為：前托爾斯泰紀（pre-Tolstojan）、托爾斯泰紀（Tolstojan）、卡洛里紀（Calorian）、曼蘇爾紀（Mansurian）和柯伊伯紀（Kuiperian）。這些是相對定年。
水星在46億年前形成以後受到大量彗星和小行星撞擊。最後的強烈撞擊階段是後期重轟炸期，大約在38億年前停止。有些區域或地塊，例如卡洛里盆地，被水星內部流出的熔岩充填。因此形成了類似月海的坑洞內熔岩平原。
之後，當水星冷卻和收縮時水星表面開始出現破裂並形成山脊；這些地表特徵可以在水星表面其他地形特徵較高的地方看到，例如撞擊坑和熔岩平原，代表這是更年輕的地表特徵。
水星的火山活動期在其地函收縮到足以避免更多的岩漿從水星表面的破裂出流出為止。這可能發生在水星形成後七億到八億年之間。
在這之後，水星表面的地質作用是斷續的撞擊事件。

## 地表特徵
水星表面與月球相當類似，有類似月海的熔岩平原和大量撞擊坑存在的高地。

### 撞擊坑

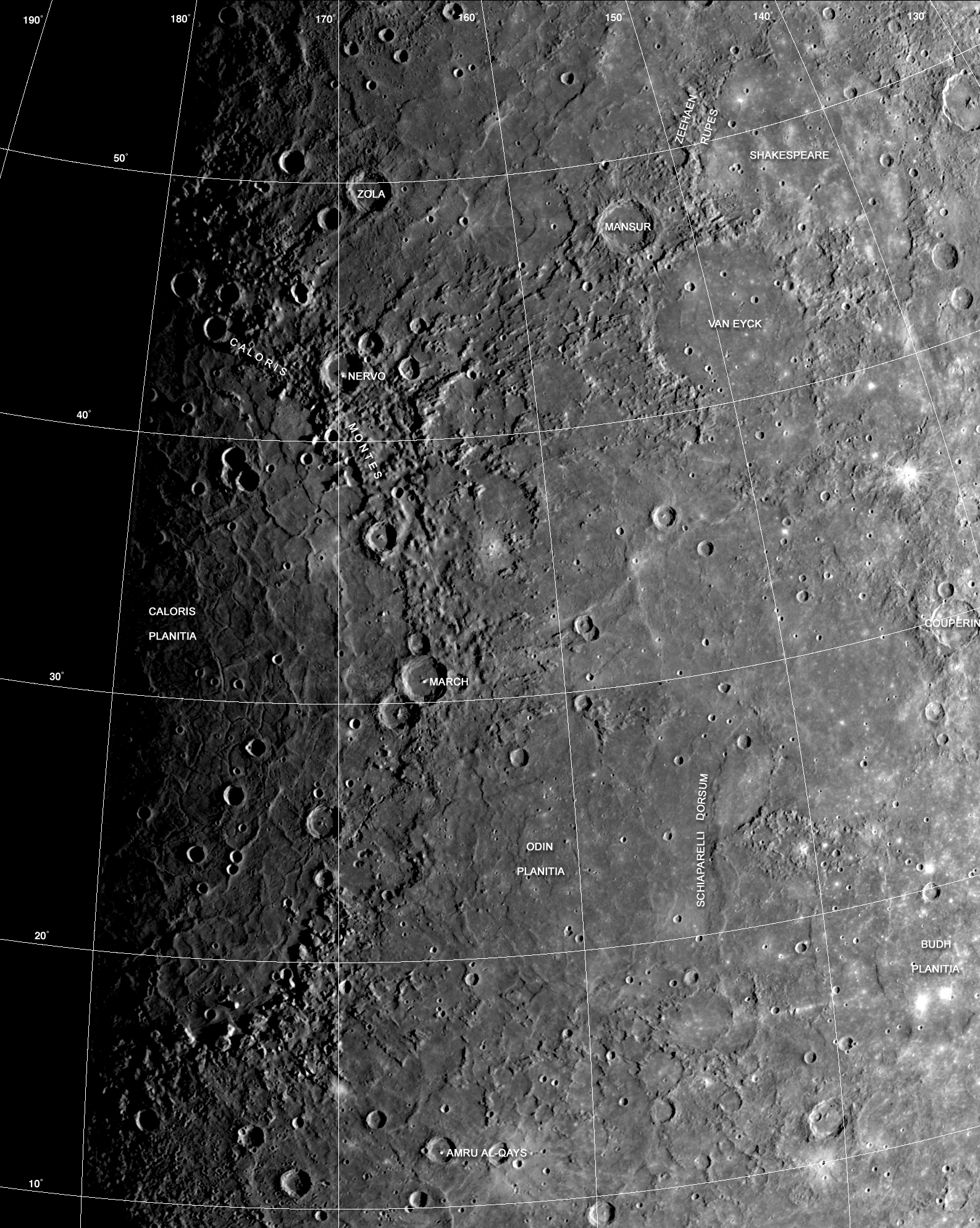
水星上的卡洛里盆地是太陽系中最大的撞擊坑之一

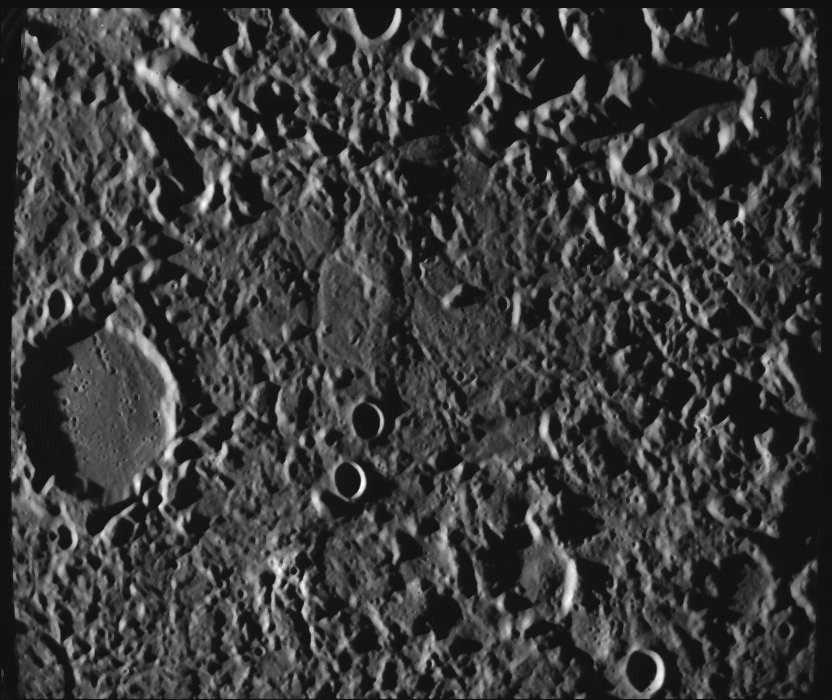
水星表面的“古怪地形”（Weird Terrain）區形成原因是因為造成卡洛里盆地的撞擊；該區域在卡洛里盆地的對蹠點

水星撞擊坑從小直徑的碗形撞擊坑到數百公里以上的多環結構撞擊盆地。撞擊坑的狀態從相對年輕的放射狀撞擊坑到高度受侵蝕的撞擊坑殘餘。水星撞擊坑和月球不同的一點是水星撞擊坑的噴發物延伸範圍比月球的小很多，這是因為水星的表面重力是月球2.5倍的緣故。
水星上目前所知最大的撞擊坑是直徑達到1550公里的卡洛里盆地。另一個與卡洛里盆地大小相當，暫時名為史基納卡盆地（Skinakas Basin）的撞擊坑地球上目前只能觀測到低解析度的影像，且位於水手十號無法探測到的半球，目前信使號也無相對應區域的影像。造成卡洛里盆地的撞擊能量相當巨大，對水星造成全球性影響。這個撞擊造成熔岩的噴發並產生高度兩公里多的同心圓環形山。卡洛里盆地的對蹠點則是一個大區域的，類似丘陵地的「古怪地形」（Weird Terrain）。這個地形的形成，最著名的假說是撞擊造成的震波在全水星上傳遞，在撞擊點的對蹠點輻合時，巨大的壓應力會使水星表面破裂。另一個較不有名的說法則是該地形是撞擊時噴發物聚集在卡洛里盆地對蹠點造成。另外，卡洛里盆地周圍似乎形成了圍繞撞擊坑的淺同心圓凹陷盆地，而這些盆地是被平坦的平地填補（見下文）。
在水星影像中總共辨識出了15個撞擊盆地。其他著名的撞擊盆地有直徑400公里，多環的托爾斯泰撞擊坑，該撞擊坑的噴發物從它的環形山外側延伸了500公里，且它的底部有來自於平坦平原的物質沉積。貝多芬撞擊坑也有類似大小的噴發物覆蓋層，直徑625公里。
就像月球的撞擊坑，水星的年輕撞擊坑有明亮且相當明顯的射紋系統（Ray system），是由噴發出的物質造成，而這些物質相對年輕，相較於週圍較老的地區所受到的太空風化較少。

#### Pit-floor craters
水星有些撞擊坑底部有非圓形，不規則形狀陷落或凹處的區域；這種撞擊坑被稱為"Pit-floor craters"。信使號團隊成員認為這樣的陷落是因為撞擊坑下岩漿庫塌陷造成。假如這說法是正確的，這些陷落區域是水星曾有火山活動的證據。這樣的撞擊坑沒有環形山構造，大多是不規則形狀、坑壁坡度陡，且並無噴發物或熔岩流，但有其典型的顏色可區分。例如在普拉克西特利斯撞擊坑（Praxiteles）底部可見到橘色區域。一般認為這種撞擊坑是淺層岩漿活動的產物，它可能是在地表下岩漿流到其他地方留下沒有支撐的岩漿庫頂，岩漿庫頂塌陷造成。許多主要撞擊坑都可見到此種特徵，例如貝基特撞擊坑、紀伯倫撞擊坑、萊蒙托夫撞擊坑等。

### 平原
水星表面有兩種在地質性質上完全不同的平原：
- 撞擊坑間平原（Inter-crater plains）是水星地表可見最古老區域[2]，早於重隕擊區（heavily cratered terrain）。這些平原有平緩的起伏或小丘陵，且位於大撞擊坑之間的區域。撞擊坑間平原看起來已經有許多較早形成的撞擊坑消失，且有少量直徑小於30公里的撞擊坑存在[8]。目前不清楚這些撞擊坑是火山或隕擊而形成[8]。撞擊坑間平原大致平均分布在整個水星表面。
- 平坦平原（Smooth plains）則是類似月海的廣大的平坦區域，存在於不同大小的低窪地區。值得注意的是，這類盆地在卡洛里盆地外形成一個廣大的環。這種平原和月海明顯不同的一點是，水星上的平坦平原有相同的反照率，且反照率比撞擊坑間平原低。儘管平坦平原缺少火山地形特徵，它們的位置和葉狀的有色地質單位仍明確顯示這些區域是因為火山形成。所有水星的平坦平原形成時間明顯比卡洛里盆地晚，證據是因為這些區域的撞擊坑密度比卡洛里盆地的噴發物來得低[2]。

卡洛里盆地的底部也被不同性質的平原填補，且坑底平原被山脊和破裂面分成多邊形地形。目前尚不清楚原因是因為撞擊事件造成的火山熔岩或者是大規模的撞擊熔融區域。

### 板塊構造
水星表面有個地表特徵是大量的受壓褶皺在水星的平原上縱橫交錯，一般認為是因為水星內部冷卻收縮造成表面的變形。這些褶皺也可在其他地表特徵的高處看見，例如撞擊坑或平坦平原，這代表了折皺是較為年輕的特徵。水星表面也因為太陽潮汐力造成潮汐隆起，而太陽對水星的潮汐力比月球對地球的潮汐力強17% 。

### 地表特徵術語
撞擊坑以外的水星地表特徵名字如下：
- 反照率特徵（Albedo features） － 明顯有著不同反照率的區域
- 皺脊（Dorsum） － 山脊（參考水星山脊列表）
- 山脈（Montes） － 山脈（參考水星山脈列表）
- 平原（Planitia） － 大平原與平坦的區域（參考水星平原列表）
- 懸崖（Rupes） － 陡坡與懸崖（參考水星懸崖列表）
- 大峽谷（Vallis） － 凹地（參考水星凹地列表）

## 水星極區的高亮度區域與可能存在的水冰

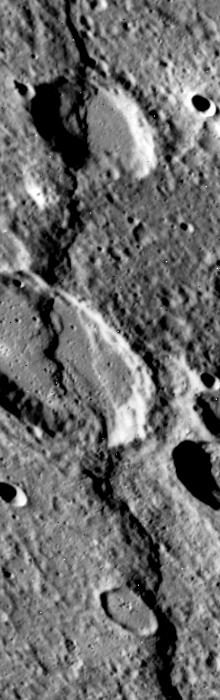
發現山脊

水星第一次的電波觀測是由位於波多黎各的阿雷西博天文台、美國加利福尼亞州的金石深空通訊體系（Goldstone Deep Space Communications Complex）、和位於美國新墨西哥州的甚大天線陣進行。位於加州金石的深空網絡站址送出功率460 kW和頻率8.51 GHz的電波訊號；訊號接收則是由甚大天線陣進行收集來自水星北極的去極化波。  
水星表面雷達資料圖則是用阿雷西博天文台進行。這次觀測是使用功率420 kW的UHF波段（頻率2.4 GHz），解析度15公里。這次觀測不只確定了水星表面有高反射率和去極化區域存在，也在極區新發現總共20個可以探測的新區域。目前假設這些現象是因為冰存在於表面。 
因為水星相當靠近太陽，水星表面有冰一開始是被認為荒唐的。無論如何，這些高亮度區域很可能是冰；水星表面大部分由矽酸鹽組成的岩石在亮度上產生的效應和這些高亮度區域相反 。水星表面冰的存在也許可以被另一個在地球上進行的雷達探測解釋：在水星高緯度的撞擊坑也許夠深，可以讓陽光無法直接照射。 
水星南極一個大範圍的高反射區正好位於趙孟頫隕石坑內，其他小撞擊坑內也確認了高反射區。在水星北極數個比趙孟頫隕石坑小的撞擊坑內也發現了高反射區。
水星表面的雷達波反射強度比純冰來的低，這可能是因為水星上的塵埃沉積並未完全覆蓋撞擊坑或其他原因，例如一個薄的覆蓋層。然而目前尚未有水星表面有冰存在的決定性證據。這些異常反射也可能是由同樣有高反射率的金屬硫酸鹽礦物沉積造成。 

### 水的來源

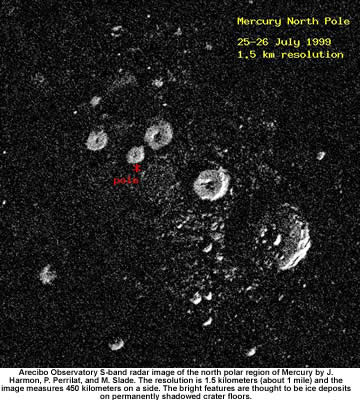
水星北極的雷達探測影像

水星並非唯一撞擊坑內有永久陰影的天體；月球南極的南極-艾托肯盆地也被發現有冰的存在（雖然目前有爭議）。天文學家一般認為水星和月球的水冰一定是外來的，主要來源是彗星的撞擊。目前知道在這些永久陰影有大量的冰。因此可以想見在隕石撞擊時一定有水在撞擊坑的永久陰影沉積。因為水星的轉軸傾角相當穩定，且水星表面缺乏可以傳熱的大氣層，一般認為水星永久陰影區內的冰可以保存數十億年。
儘管冰會升華到真空的太空中，在水星撞擊坑內永久陰影區的低溫使昇華速度相當慢，足以保存水冰數十億年。水星極區撞擊坑內陽光無法照射到的區域，溫度可以低到-171°C，且溫度不會上升到-106°C以上。

### 西班牙文資料
- Ciencias de la Tierra. Una Introducción a la Geología Física (Earth Sciences, an Introduction to Physical Geology), by Edward J. Tarbuck y Frederick K. Lutgens. Prentice Hall (1999).
- "Hielo en Mercurio" ("Ice on Mercury"). El Universo, Enciclopedia de la Astronomía y el Espacio ("The Universe, Encyclopedia of Astronomy and the Space"), Editorial Planeta-De Agostini, p. 141-145. Volume 5. (1997)

## 外部連結
- Mariner 10 （页面存档备份，存于）
- MESSENGER probe（页面存档备份，存于）
- Mercury on Nineplanets.org （页面存档备份，存于）
- USGS Geology of Mercury （页面存档备份，存于） Retrieved 5 August 2007